# Эспаргаро, Алеш
Алеш Эспаргаро Вилья (исп. Aleix Espargaró Villà; род. 30 июля 1989 года, Гранульес, Каталония, Испания) — испанский мотогонщик, участник чемпионата мира по шоссейно-кольцевых мотогонок серии MotoGP. В сезоне 2016 года выступает в классе MotoGP за команду «Team Suzuki MotoGP» под номером 41. Старший брат другого мотогонщика MotoGP Пола Эспаргаро.

## Биография
Впервые в соревнованиях по мотоспорту дебютировал в 1993 году, в 4-летнем возрасте. Это были гонки по бездорожью, так называемые эндуро. В 1999 году, в возрасте 10 лет, завоевал свой первый титул, выиграв чемпионат Каталонии в классе эндуро.
В следующем году дебютировал в шоссейно-кольцевых мотогонках. В 2001 году выиграл кубок Каталонии и Испании «Copa Rieju Supermotard».
В сезоне 2002 года принял участие в чемпионате Испании по шоссейно-кольцевых мотогонок в классе 125cc с командой TJT, где занял 5-е место.
В 2004 году выиграл титул, став самым молодым чемпионом Испании в истории этого класса. Это открыло ему двери в чемпионат мира.
В чемпионском сезоне 2004 года дебютировал в чемпионате мира MotoGP, выступив на Гран-При Валенсии в классе 125cc.
В 2005 году, подписав контракт с командой известных футболистов Кларенса Зеедорфа и Роберто Карлоса «Seedorf RC3 - Tiempo Holidays», выступал в серии на постоянной основе. Первый сезон выдался не очень удачным: лучший результат на этапах — 9-е место на Гран-При Германии и 16-е место в общем зачете.
В сезоне 2006 года выступал уже за другую команду — «Wurth Honda BQR», которая использовала уже знакомые Алешу мотоциклы Honda. Не набрав в первых 6 гонках ни одного очка, остальные гонки сезона испанец вместе с командой провел в классе 250сс. Там смог достичь 9-го места на Гран-При Малайзии и закончить сезон 20-м в общем зачете.
На сезон 2007 года подписал контракт с командой «Blusens Aprilia» для участия в классе 250сс. Команда использовала незнакомые для испанца мотоциклы Aprilia. Продемонстрировав стабильные результаты в течение сезона (10-15 места на этапах), занял 15-е место в общем зачете.
В сезоне 2008 года выступал за команду «Lotus Aprilia» на уже знакомых мотоциклах. В первых 5 из 6 гонок финишировал на 9-м месте; лучшим результатом испанца в сезоне стало 5-е место на Гран-При Малайзии. Набрав 92 очка, занял 12-е место в итоговой таблице.
На сезон 2009 года подписал контракт с итальянской командой «Campetella Racing» для участия в классе 250сс, но перед началом сезона команда отозвала свою заявку на участие в чемпионате. Алеш остался вне гонками Гран-При. Правда, он дважды принимал участие в гонках класса 250сс за команду «Balatonring Team», а также провел четыре гонки в «королевском» классе — MotoGP — заменив в команде «Pramac Racing» Мику Каллио, который в свою очередь в тех гонках заменял Кейси Стоунера в «Ducati Team».
Неплохие результаты, продемонстрированные в MotoGP, воплотились в продолжении сотрудничества Эспаргаро из «Pramac Racing»: в сезоне 2010 года он стал полноценным гонщиком команды. В течение сезона дважды занимал восьмое место, в итоговом зачете став 14-м.
В сезоне 2011 году вернулся обратно в средний класс, который к этому времени стал называться Moto2. Он подписал контракт с командой бывшего чемпиона мира в классе 250сс Сито Понса «Pons HP 40». Этот сезон стал самым успешным в карьере испанца, ведь он впервые поднялся на подиум, заняв 3-е место на Гран-При Каталонии. В целом же через большой диапазон продемонстрированных результатов (от 3-го до 31-го места) он занял лишь 12-е место в итоговом зачете.
На сезон 2012 года вернулся в класс MotoGP, подписав контракт с командой «Power Electronics Aspar». Используя мотоцикл, разработанный на базе Aprilia, не мог рассчитывать на высокие результаты. Наивысшим результатом в сезоне стало 8-е место на Гран-При Малайзии; в итоговой таблице занял 12-е место.
В сезоне 2013 года сотрудничество Эспаргаро и «Power Electronics Aspar» продолжилась. В течение сезона вновь не мог наравне соревноваться с гонщиками «Repsol Honda» и «Yamaha Factory Racing». Лучшим результатом в сезоне стали четыре 8-х места, что позволило финишировать в общем зачете лишь 11-м.
На сезон 2014 года перешел в команду «NGM Mobile Forward Racing», где получил возможность выступать на мотоцикле Yamaha YZR-M1. Правда, за это ему и новой команде пришлось заплатить 300 000 € отступных предыдущей команде. В этом же сезоне младший брат Алеша Пол также принял участие в соревнованиях класса MotoGP, присоединившись к команде «Monster Yamaha Tech 3». Начало сезона оказался удачным: 4-е место на дебютном Гран-При сезона в Катаре. Следующие несколько этапов Алеш заканчивал в 10-ке лучших, а в восьмой гонке сезона, в Ассене воспользовавшись переменчивой погодой, сумел впервые за время своих выступлений в MotoGP завоевать поул. Это достижение стало первым для гонщиков категории Open. Саму же гонку Эспаргаро окончил снова 4-м. Лучшей гонкой Алеша в его карьере в королевском классе стало Гран-При Арагона, где он, воспользовавшись падениями Валентино Росси, Марка Маркеса и Даниэля Педроса, сумел финишировать на 2-м месте. В общем зачете занял 7-е место, а в зачете пилотов категории Open стал победителем.
На сезон 2015 года присоединился к заводской команды «Team Suzuki MotoGP», которая вернулась в «королевские» гонки после длительного перерыва. Не имея возможности бороться с гонщиками на Honda и Yamaha за победы на этапах, сосредоточился в работе над совершенствованием своего Suzuki GSX-RR. Демонстрируя стабильные результаты в районе 10-го места, однако сумел завоевать в течение сезона один поул (Гран-При Каталонии). По итогам сезона стал 11-м.